# 뉴브런즈윅 호크스
| 뉴브런즈윅 호크스 | |
| 콘퍼런스          | |
| 디비전            | 노스 디비전 (1978년~1982년) |
| 설립연도          | 1978년 |
| 해체연도          | 1982년 |
| 역사              | 뉴브런즈윅 호크스 (1978년~1982년) 세인트캐서린스 세인츠 (1982년~1986년) 뉴마켓 세인츠 (1986년~1991년) 세인트존스 메이플리프스 (1991년~2005년) 토론토 말리스 (2005년~현재) |
| 경기장            | 멍크턴 콜리세움 |
| 연고지            | 뉴브런즈윅주 멍크턴 |
| 상징색            | 사인펜 블루, 하양 |
| 구단주            | |
| 단장              | |
| 감독              | |
| NHL 제휴          | |
| ECHL 제휴         | |
| 정규시즌 우승     | 1 (1982) |
| 콘퍼런스 우승     | |
| 디비전 우승       | 2 (1980, 1982) |
| 칼더 컵           | 1 (1982) |
| 영구 결번         | |

뉴브런즈윅 호크스(New Brunswick Hawks)는 캐나다 뉴브런즈윅주 멍크턴을 연고지로 하는 1978년부터 1982년까지 AHL 소속되었던 아이스 하키팀이다.
1982년 연고지를 온타리오주 세인트캐서린스 (세인트캐서린스 세인츠)로 이전했다.

## 역대 홈경기장
| 뉴브런즈윅 호크스 |               |          |                     |      |
| 경기장            | 사용기간      | 수용인원 | 장소                | 비고 |
| 멍크턴 콜리세움   | 1978년~1982년 | 6,554명  | 뉴브런즈윅주 멍크턴 | 빈칸 |